# Acanthochitona viridis
Acanthochitona viridis är en blötdjursart som först beskrevs av William Harper Pease 1872.  Acanthochitona viridis ingår i släktet Acanthochitona och familjen Acanthochitonidae. Inga underarter finns listade i Catalogue of Life.